# خزانه ناسیونال
خزانه ناسیونال (به انگلیسی: Khazanah Nasional) شرکت سرمایه‌گذاری و صندوق ذخیره ارزی مالزیایی است، که به‌عنوان بازوی ارائه خدمات مالی دولت مالزی، در زمینه نگهداری و مدیریت دارایی‌های تجاری دولتی، سرمایه‌گذاری‌های استراتژیک، مدیریت سرمایه‌گذاری، مبادلات سهام اختصاصی و مدیریت دارایی فعالیت می‌نماید.
شرکت خزانه ناسیونال در سال ۱۹۹۳ توسط وزارت اقتصاد مالزی راه‌اندازی شد و در حال حاضر دارای سهام در بیش از ۵۰ شرکت بوده و ارزش خالص دارایی آن در سال ۲۰۱۲ بالغ بر ۲۹ میلیارد دلار برآورد گردید. در سال ۲۰۱۳ خالص ارزش فروش این شرکت ۱۲۱٫۶ میلیارد رینگیت مالزی اعلام شد.
از شرکت‌هایی که خزانه ناسیونال در آنها دارای سهام می‌باشد، می‌توان به: اکسیاتا، تلکام مالزی، تناگا ناسیونال، سی‌آی‌ام‌بی، خودروسازی پروتون، هواپیمایی مالزی و آسترو اشاره کرد.